# Statligt bolag
Med statligt bolag avses en företagsform, där staten är huvudsaklig ägare.
Internationellt tar sig såväl det offentliga ägandet som de juridiska formerna många olika uttryck.

## Island
Island har Offentlig Aktiebolag, eller på isländska Opinbert hlutafélag.

## Norge
I Norge finnes företagsformen statsforetak som är en egen företagsform för statsägda verksamheter. Ett statsägt företag kan även vara ett statsaksjeselskap vilket är ett av staten helägd aktiebolag.
Det finns även företagsformen helseforetak som är statsägda hälso- och sjukvårdsföretag. Företagsformen liknar aktiebolag men med skillnaden att staten har 100 % ekonomisk ansvar. Företaget kan inte gå i konkurs.

## Sverige
Många svenska statliga affärsverk har omvandlats till statligt ägda aktiebolag.[källa behövs]
I Sverige ägs (2022) 45 bolag helt eller delvis av svenska staten.:8m58s